# Hersch Lauterpacht
Hersch Lauterpacht (ur. 16 sierpnia 1897 w Żółkwi, zm. 8 maja 1960 w Londynie) – brytyjski prawnik polsko-żydowskiego pochodzenia, znawca prawa międzynarodowego karnego, współtwórca Karty Międzynarodowego Trybunału Wojskowego w Norymberdze, autor pojęcia i definicji „zbrodnia przeciwko ludzkości”, sędzia Międzynarodowego Trybunału Sprawiedliwości, profesor Uniwersytetu w Cambridge.

## Życiorys
Urodził się w Żółkwi koło Lwowa, w rodzinie żydowskiej. Około 1910 r. wraz z rodziną przeniósł się do Lwowa, gdzie kontynuował naukę gimnazjalną. W 1915 zdał maturę w C. K. V Gimnazjum we Lwowie i rozpoczął studia na Wydziale Prawa Uniwersytetu Franciszkańskiego. Słuchał m.in. wykładów profesorów Oswalda Balzera, Marcelego Chlamtacza, Ernesta Tilla, Aleksandra Dolińskiego, Maurycego Allerhanda, Juliusza Makarewicza, Józefa Buzka i Stanisława Starzyńskiego. Jednocześnie był działaczem młodzieżowych organizacji syjonistycznych. W 1919 r. przeniósł się na ostatni rok studiów na Uniwersytet Wiedeński, gdzie pracował m.in. pod kierunkiem Hansa Kelsena.
Prawdopodobnie w 1923 r. starał się o katedrę prawa politycznego Uniwersytetu Jana Kazimierza we Lwowie, jednak ustępujący prof. Starzyński wybrał Ludwika Ehrlicha, mającego wówczas znacznie większe osiągnięcia naukowe. W tym samym roku wyjechał do Londynu, gdzie uczył się w London School of Economics, a następnie wykładał. Potem został wykładowcą Uniwersytetu w Cambridge, szybko zyskując uznanie naukowe.
W okresie II wojny światowej opracował koncepcję karania zbrodniarzy hitlerowskich. Był jednym z konstruktorów podstaw prawnych Międzynarodowego Trybunału Wojskowego w Norymberdze. To on zaproponował katalog zbrodni, za które odpowiadali przed Trybunałem niemieccy zbrodniarze (w tym przywódcy III Rzeszy): zbrodnie wojenne, zbrodnie przeciwko pokojowi i przeciwko ludzkości.
W latach 1955–1960 był z ramienia Wielkiej Brytanii sędzią Międzynarodowego Trybunału Sprawiedliwości w Hadze, współpracując m.in. blisko z polskim sędzią prof. Bohdanem Winiarskim.
Jedynym synem Herscha i Rachel z d. Steinberg był wybitny adwokat i profesor honorowy prawa międzynarodowego na Uniwersytecie w Cambridge Elihu Lauterpacht (1928–2017), założyciel Lauterpacht Centre for International Law Uniwersytetu w Cambridge.
Jest autorem fundamentalnych dla międzynarodowego prawa karnego publikacji, m.in.:
- The Function of Law in the International Community, Oxford 1933.
- An International Bill of the Rights of Man, Oxford 1945 (reedycja z przedmową P. Sandsa, Oxford 2013).
- Recognition in International Law, Cambridge 1947.
- The Development of International Law by the International Court, London 1958.
- Oppenheim’s International Law, Vol. 1, 8th ed., 1958

Publikował też po polsku:
- Sukcesja państw w odniesieniu do zobowiązań prywatnoprawnych, „Głos Prawa” 1928, nr 5-6.

## Literatura
- E. Lauterpacht, The life of Hersch Lauterpacht, Cambridge 2010.
- P. Sands, East West Street: On the Origins of Genocide and Crimes Against Humanity, London 2016
- P. Sands, A. Redzik, Lauterpachtów dwóch: Elihu (1928–2017), Hersch (1897–1960), „Palestra” 2017, nr 7–8, s. 213–217.
- S. Milewski, A. Redzik, Themis i Pheme. Czasopiśmiennictwo prawnicze w Polsce do 1939 roku, Warszawa 2011, s. 356.
- A. Redzik, Hersch Lauterpacht (1897–1960) – droga do nauki prawa międzynarodowego, „Palestra” 2017, nr 10, s. 52–60.
- A. Redzik, Stanisław Starzyński (1853–1935) a rozwój polskiej nauki prawa konstytucyjnego, Warszawa-Kraków 2012.
- P. Gacka, Recenzja: Philippe Sands, On the Origins of Genocide and Crimes Against Humanity, London 2016, Wpływ jednostek na rozwój prawa jednostek (kilka refleksji po lekturze książki), „Palestra” 2017, nr 7–8, s. 191–198.